# Зейн Грей
Зейн Грей (на английски: Zane Grey) е популярен американски писател на произведения в жанровете уестърн и приключенски роман, представящи идеализиран образ на Дивия Запад, нареждан сред пионерите на уестърна като нов литературен жанр.

## Биография и творчество
Пърл Зейн Грей е роден на 31 януари 1872 г. в Зейнсвил, Охайо, САЩ. Той е четвъртото от петте деца в семейството на Луис М. Грей, зъболекар, и Алиса „Али“ Жозефин Зейн. Израства в Зейнсвил, който е основан прадядото на майка му Ебенезер Зейн, патриот от американската война за независимост. От ранна възраст е заинтригуван от историята и е запален читател на приключенски романи. Увлича се по риболов, бейзбол и писане. Петнайсетгодишен пише първия си разказ. Като изявен бейзболист получава стипендия за Пенсилванския университет, където учи стоматология. Заедно със следването си, участието в бейзболни срещи и риболов, той преследва и мечтата си да пише.
След дипломирането си през 1896 г. отваря практика в Ню Йорк, за да бъде близо до издателите. Първоначално пише статии и разкази за риболов, като първият му разказ е публикуван през 1902 г.
Първият му роман „Betty Zane“ от поредицата „Река Охайо“ издава самостоятелно през 1903 г. Трите романа от поредицата са за героизма на предците, които са се сражавали в американската война за независимост.
През 1905 г. се жени за учителката Лина Рот, с която живее до смъртта си. Преместват се в Лакауаксен, малко градче в окръг Пайк. Имат три деца – Ромър, Бети и Лорен.
Той прекратява стоматологичната си практика и се посвещава на писателската си кариера. Съпругата му, освен че отглежда децата, взема участие в управлението на литературната му кариера, като се занимава с редактирането на произведенията му, сключва всички негови договори с издатели, агенти и филмови студия, и разпределя получените доходи. Той има трайна любов към нея въпреки постоянните си изневери, риболовни пътувания и лични емоционални сътресения.
През 1918 г. семейството се премества в Калифорния, и през 1920 г. се установява в Алтадина, където купува видно имение на улица Ийст Марипоса, известна като „ред на милионерите“. Къщата в средиземноморски стил от 1907 г. е призната за първата пожароустойчива къща в Алтадина, построена изцяло от стоманобетон, вписана в Националния регистър на историческите места. Има и ловна хижа до Пейсън, Аризона.
През 1910 г. е издаден романът му „The Heritage of the Desert“ (Наследството на пустинята) за завладяването на Дивия Запад, който бързо става бестселър. Издателите разбират потенциала и търсенето на уестърни и той се превръща в много търсен автор. За илюстриране на книгите му са привлечени най-добрите илюстратори на времето, което ги прави още по-привлекателни.
През 1912 г. е издаден най-продаваният му роман „Ездачите от лилавите салвии“, многократно екранизиран, вкл. през 1996 г. в едноименния филм с участието на Ед Харис, Ейми Мадиган и Хенри Томас.
Заради страстта си към риболова, в периода 1918-1932 г. е редовен сътрудник на сп. „Outdoor Life“, където го популяризира. Освен това пътува често и до Флорида, за риболов и за да пише на спокойствие.
За да екранизира книгите си във филми, през 1920 г. сформира собствена филмова компания „Zane Grey Pictures Inc.“, която по-късно продава на изпълнителния директор на „Paramount Pictures“, Джеси Ласки. Въз основа на романите му са заснети общо около 110 филма, половината основно в периода 1930 – 1940 г. Счита се, че по всичките му произведения има направени екранизации.
От 1925 г. до смъртта си той пътува все повече и се интересува от проучване на девствени земи, особено на островите в Южен Тихи океан, Таити, Нова Зеландия и Австралия. Построява си ловна хижа на остров Санта Каталина, където лови риба и е председател на риболовния клуб. Има специален афинитет към Нова Зеландия, а книгите му описващи страната спомагат тя да се превърне в дестинация за дълбоководните риболовци. Самият той има световни рекорди за едър улов.
Зейн Грей умира на 23 октомври 1939 г. в Алтадина, Калифорния, САЩ. Къщата му в Лакауаксен е превърната през 1973 г. в частен музей, който през 1989 г. е продаден за стопанисване на Националното управление на парковете на САЩ. В Зейнсвил също е основан музей в негова чест.
През 1977 г. е включен в Залата на славата на Националния музей на каубоите и западните наследства.

## Произведения
Самостоятелни романи
- The Last of the Plainsmen (1908)
- Nassau, Cuba, Yucatan, Mexico (1909)
- The Shortstop (1909)
- The Heritage of the Desert (1910)
- The Young Forester (1910)
- The Young Lion Hunter (1911)
- The Young Pitcher (1911)
- Ken Ward in the Jungle (1912)
- Desert Gold (1913)
Пустинно злато, изд. „Тренев и Тренев“ (1947), прев.
- The Rustlers of Pecos County (1914)
- The Lone Star Ranger (1915)
- The Rainbow Trail (1915)
- The Border Legion (1916)
Легионът край границата, изд. „М. Г. Смрикаров“ (1947), „Абагар“ (1991), прев. Атанас Шопов
- Wild Fire (1917)
- The Desert of Wheat (1918)
- The U.P. Trail (1918)
- The Man of the Forest (1920)
Горският човек, изд. „Гуторанов и син“ (1992), прев.
- The Call of the Canyon (1921)
- The Mysterious Rider (1921)
- Tonto Basin (1921)
- The Day of the Beast (1922)
- To the Last Man (1922)
- Wanderer of the Wasteland (1923)
- Roping Lions in the Grand Canyon (1924)
- The Thundering Herd (1925)
Гърмящото стадо, изд. „Слънце“ (1947), изд. „МАГ'77“ (1991), прев. Тодор Долапчиев
- The Vanishing American (1925)
- Under the Tonto Rim (1926)
- Forlorn River (1927)
- Don: Story of a Lion Dog (1928)
- Nevada (1928)
- Wild Horse Mesa (1928)
- Fighting Caravans (1929)
- The Shepherd of Guadaloupe (1930)
- Sunset Pass (1931)
- Arizona Ames (1932)
- Robbers' Roost (1932) – издаден и като „Thieves' Canyon“
- Wyoming (1932)
- The Drift Fence (1933)
- The Hash-Knife Outfit (1933)
- Code of the West (1934)
- Thunder Mountain (1935)
- The Lost Wagon Train (1936)
- The Trail Driver (1936)
Водачът на керваните, изд. „Книга“ (1946), „Амарант“ (1991), прев. Владимир Мусаков
- West of the Pecos (1937)
- Knights of the Range (1939)
- Western Union (1939)
Железният път, изд. „Книгопечат“ (1947), „Евразия“ (1991), прев. Владимир Мусаков
- 30, 000 On the Hoof (1940)
- Twin Sombreros (1941)

### Серия „Река Охайо“ (The Ohio River)
1. Betty Zane (1903)
2. The Spirit of the Border (1905)
3. The Last Trail (1909)

### Серия „Ездачите от Пърпъл Сейдж“ (Riders of the Purple Sage)
1. Riders of the Purple Sage (1912)
2. The Desert Crucible (1915)

### Серия „Светлината на западните звезди“ (Light of the Western Stars)
1. The Light of Western Stars (1914)
2. Majesty's Rancho (1938)

### Документалистика
- Zane Grey's Book of Camp and Trails (1931)
- An American Angler in Australia (1937)
- Angler's Eldorado (1984)
- Many Faces of Zane Grey (1988)
- Zane Grey on Fishing (2003)

## Книги за Зейн Грей
- Zane Grey (1928) – от Франк Грубер
- Zane Grey (1985) – от Лорен Грей